# Мери Кели
Мери Кели (на английски: Mary Kelly) е английска писателка на произведения в жанра криминален роман и трилър.

## Биография и творчество
Мери Кели, с рождено име Мери Тереза Куликан, е родена на 28 декември 1927 г. в Лондон, Англия. Когато е 16-годишна първият ѝ разказ „Има нещо за един моряк“ е публикуван в списание Love Story. Получава средното си образование в манастир, и получава магистърска степен по изкуства от Единбургския университет през 1951 г. Омъжва се за Денис Чарлз Кели през 1950 г. След дипломирането си работи като помощник-медицинска сестра, а в периода 1952 – 1954 г. е учителка в частно училище в Съри.
Първият ѝ роман „Идва студ“ от поредицата „Инспектор Брет Найтингейл“ е издаден през 1956 г. Инспектор Найтингейл от полицията в Единбург разследва отвличане, разпространение на наркотици и убийство свързано с Ковънт Гардън. Във вторият роман, „Гатанката на мъртвеца“, инспектор Найтингейл разследва убийството на стар немски учен специалист по руническото писане. В последният роман от трилогията, „Коледното яйце“, инспекторът и сержант Бедоус разследват убийството на княгиня Олга Карухина, избягала от Русия непосредствено след революцията и съхранила едно от яйцата на Фаберже, което е изчезнало.
През 1961 г. е издаден романът ѝ „Мъртва партида“ от поредицата „Хедли Никълсън“. Частния детектив Никълсън трябва да разкрие кой служител във фабрика за порцелан и керамика в Стафордшър продава проекти на дизайнерите на международни конкурентни компании. Във фабриката за изящни изделия, тлеят скрити страсти, завист и недоволство, в хранилището за течна глина е открит труп, а основният заподозрян е дизайнерката на фабриката Корина Уейкфилд, в която той се влюбва. Романът печели наградата „Златен кинжал“ на Асоциацията на авторите на криминални романи. На следващата година тя става член на клуба „Детектив“, който е организация на британски автори на криминални романи.
Мери Кели умира през 2017 г.

## Произведения

### Самостоятелни романи
- March to the Gallows (1964)[1][2]
- Dead Corse (1966)
- Write On Both Sides of the Paper (1969)
- The Twenty Fifth Hour (1971)
- That Girl in the Alley (1974)

### Поредица „Инспектор Брет Найтингейл“ (Inspector Brett Nightingale)
1. A Cold Coming (1956)[1][2]
2. Dead Man's Riddle (1957)
3. The Christmas Egg (1958)
Коледното яйце: празнична мистерия, изд.: ИК „Еднорог“, София (2020), прев. Боряна Джанабетска

### Поредица „Хедли Никълсън“ (Hedley Nicholson)
1. The Spoilt Kill (1961) – награда „Златен кинжал“[1][2]
Мъртва партида, изд.: ИК „Еднорог“, София (2022), прев. Иван Костурков
2. Due to a Death (1962) – издаден и като The Dead of Summer

### Разкази
- There’s Something About a Sailor (1943)
- Kinder, Kirche, Kuche (1973)[1]